# Вяанянен, Эмма
Э́мма Вя́анянен (фин. Emma Väänänen; 22 декабря 1907, Санкт-Михель, Великое княжество Финляндское, Российская империя — 20 февраля 1970, Хельсинки, Финляндия) — финская актриса
 театра и кино. Лауреат Национальной премии Финляндии.

## Биография
В 1930 году окончила Финскую театральную школу. Выступала в театрах Рованиеми (1930—1931), Пори (1931—1936), Турку (1935—1939), Тампере (1939—1940), в Народном театре в Хельсинки (1940—1949). С 1949 года — в Радиотеатре.
Создала образы сильных, волевых женщин: Ловийса и Хозяйка Нискавуори («Ловийса», «Каменное гнездо» Вуолийоки), Комиссар («Оптимистическая трагедия» Вишневского).
Снялась в более, чем 100 кино- и телефильмах и сериалах.
За заслуги в развитии национального театрального искусства удостоена Нац. премии. Четырежды лауреат премии «Юсси» за лучшую женскую роль (1947, 1951, 1957, 1958).
В 1958 году награждена медалью Pro Finlandia.